# Hôtel Congress
L'hôtel Congress (en anglais : Hotel Congress) est un hôtel américain situé à Tucson, en Arizona. Ouvert en 1919, cet établissement est inscrit au Registre national des lieux historiques depuis le 12 septembre 2003 et est membre des Historic Hotels of America depuis 2016.